# Lučica (Barilović)
Lučica is een plaats in de gemeente Barilović in de Kroatische provincie Karlovac. De plaats telt 40 inwoners (2001).